# Puente de Órbigo

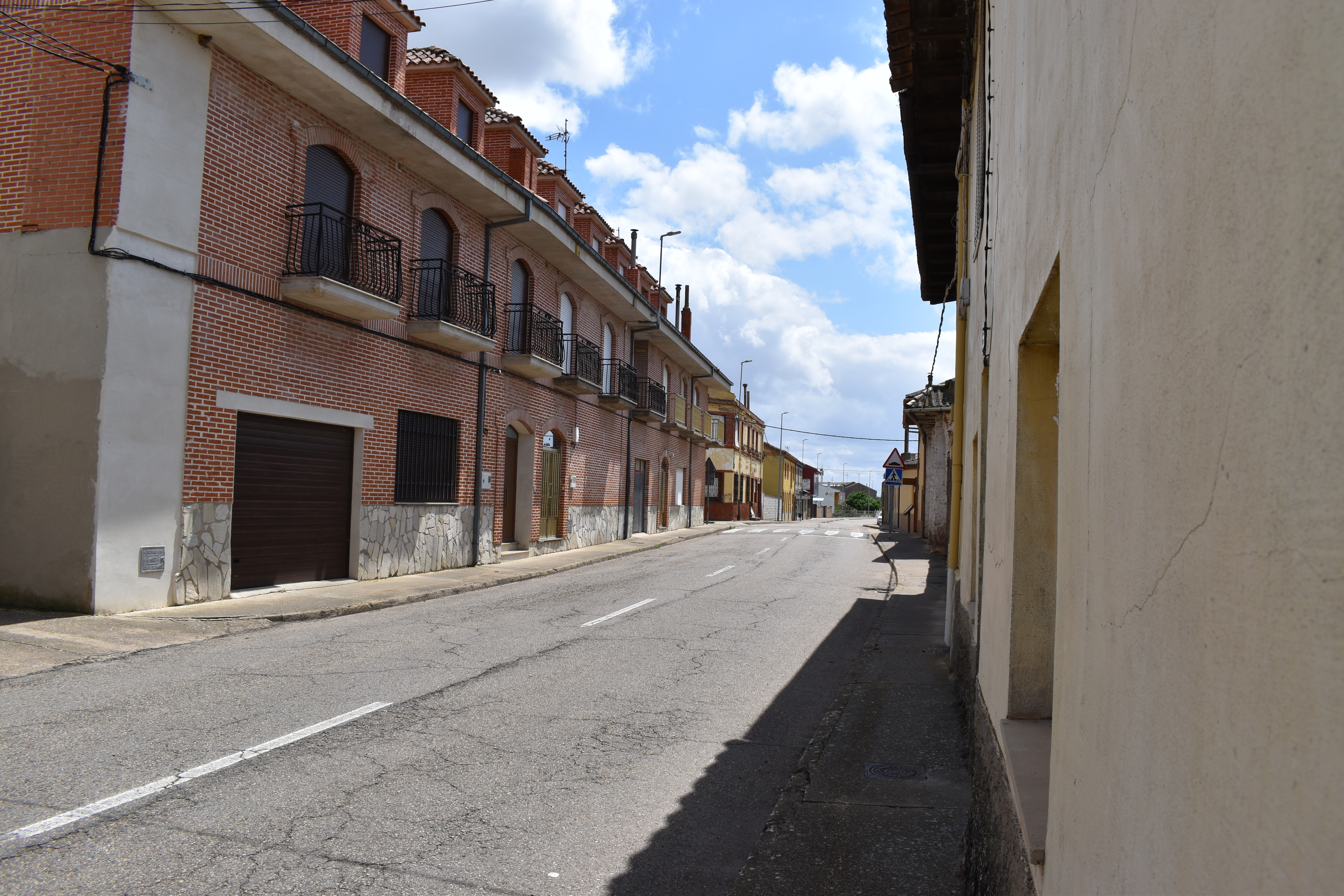
Municipalité de Hospital de Órbigo

Puente de Órbigo est une des localités du municipio (municipalité ou canton) de Hospital de Órbigo dans la comarque de Ribera del Órbigo (es), province de León, communauté autonome de Castille-et-León, dans le Nord de l'Espagne.
C'est une halte sur le Camino francés du Pèlerinage de Saint-Jacques-de-Compostelle, où la variante nord appelée Camino Real rejoint la variante sud dite Calzada de los Pergrinos.

## Culture et patrimoine

### Pèlerinage de Compostelle
Par le Camino francés du Pèlerinage de Saint-Jacques-de-Compostelle, le chemin vient soit de San Martín del Camino dans le municipio de Santa Marina del Rey, par la variante dite du Camino Real qui longe la route N-120 (es) ; soit, de Villavante dans le même municipio de Santa Marina del Rey, par la variante dite la Calzada de los Pergrinos. Dans la localité se rejoignent les deux variantes du Camino Frances, le Camino Real et la Calzada de los Peregrinos qui s'étaient séparées à La Virgen del Camino, dans le municipio de Valverde del Camino.
La prochaine halte est la localité d'Hospital de Órbigo, chef-lieu du municipio du même nom, vers le nord-ouest.

## Sources et références
- (es) Cet article est partiellement ou en totalité issu de l’article de Wikipédia en espagnol intitulé « Puente de Órbigo » (voir la liste des auteurs).
- Grégoire, J.-Y. & Laborde-Balen, L. , « Le Chemin de Saint-Jacques en Espagne - De Saint-Jean-Pied-de-Port à Compostelle - Guide pratique du pèlerin », Rando Éditions, mars 2006,  (ISBN 2-84182-224-9)
- « Camino de Santiago St-Jean-Pied-de-Port - Santiago de Compostela », Michelin et Cie, Manufacture Française des Pneumatiques Michelin, Paris, 2009,  (ISBN 978-2-06-714805-5)
- « Le Chemin de Saint-Jacques Carte Routière », Junta de Castilla y León, Editorial